# Waldweiler
Waldweiler ist eine Ortsgemeinde im Landkreis Trier-Saarburg in Rheinland-Pfalz. Sie gehört der Verbandsgemeinde Saarburg-Kell an.

## Geographische Lage
Waldweiler liegt am Schwarzwälder Hochwald und im Naturpark Saar-Hunsrück. Es befindet sich am Nordwestfuß des Teufelskopfs (695 m ü. NHN) und am quellnahen Oberlauf des Burkelsbachs.
Zu Waldweiler gehören auch die Wohnplätze Haus Bilstein und Mühlscheid sowie ein paar Häuser des Weilers Niederkell, der ansonsten auf der Gemarkung der Gemeinde Mandern liegt.
Durch den nördlichen Teil der Gemarkung verlief früher die Strecke der Hochwaldbahn, heute verläuft dort der Ruwer-Hochwald-Radweg.

## Geschichte
Die Vorgeschichte des Lebens um den Teufelskopf reicht bis zur Zeit der Kelten zurück, die in dieser Gegend Eisenerz abbauten. Die ersten Nachweise einer Besiedlung der heutigen Ortslage von Waldweiler stammen aus der Römerzeit, aus der bisher sieben römische Siedlungsstellen lokalisiert wurden.
Bis zum Ende des 18. Jahrhunderts gehörte der Ort zur reichsunmittelbaren Herrschaft Schillingen des Trierer Domkapitels. Im Jahr 1794 wurde das Linke Rheinufer von französischen Revolutionstruppen eingenommen. Von 1798 bis 1814 gehörte Waldweiler zum Kanton Hermeskeil im Saardepartement. Aufgrund der auf dem Wiener Kongress (1815) getroffenen Vereinbarungen kam die Region zum Königreich Preußen. Die Gemeinde war der Bürgermeisterei Kell im 1816 errichteten Landkreis Trier zugeordnet und gehörte von 1822 bis zum Ende des Zweiten Weltkriegs zur Rheinprovinz. Seit 1946 ist Waldweiler Teil des Landes Rheinland-Pfalz.
Bevölkerungsentwicklung
Die Entwicklung der Einwohnerzahl von Waldweiler, die Werte von 1871 bis 1987 beruhen auf Volkszählungen:
| Jahr | Einwohner |
| ---- | --------- |
| 1815 | 242       |
| 1835 | 425       |
| 1871 | 503       |
| 1905 | 433       |
| 1939 | 616       |
| 1950 | 629       |

| Jahr | Einwohner |
| ---- | --------- |
| 1961 | 714       |
| 1970 | 844       |
| 1987 | 874       |
| 2005 | 900       |
| 2011 | 838       |
| 2017 | 806       |

## Politik

### Gemeinderat
Der Ortsgemeinderat in Waldweiler besteht aus zwölf Ratsmitgliedern, die bei der Kommunalwahl am 9. Juni 2024 in einer personalisierten Verhältniswahl gewählt wurden, und dem ehrenamtlichen Ortsbürgermeister als Vorsitzendem.
Die Sitzverteilung im Ortsgemeinderat:
| Wahl | SPD | CDU | WGV a | FBL b | WG1 c | WG2 d | Gesamt   |
| ---- | --- | --- | ----- | ----- | ----- | ----- | -------- |
| 2024 | –   | –   | 5     | 7     | –     | –     | 12 Sitze |
| 2019 | 1   | –   | 4     | 7     | –     | –     | 12 Sitze |
| 2014 | 5   | –   | –     | –     | 3     | 4     | 12 Sitze |
| 2009 | 7   | –   | –     | –     | 5     | –     | 12 Sitze |
| 2004 | 3   | 5   | –     | –     | 4     | –     | 12 Sitze |

### Bürgermeister
Manfred Rauber wurde 2002 Ortsbürgermeister von Waldweiler. Bei der Direktwahl am 26. Mai 2019 wurde er mit einem Stimmenanteil von 72,14 % und am 9. Juni 2024 als einziger Bewerber mit 80,3 % jeweils für weitere fünf Jahre in seinem Amt bestätigt.

## Sehenswürdigkeiten
Die Kirche St. Willibrord wurde in den Jahren 1969 bis 1973 nach Plänen des Architekten Heinz Bienefeld als Ziegelbau auf einem vieleckigen Grundriss errichtet. Der gotische Chor der Vorgängerkirche wurde beim Neubau integriert. Die Kirche wurde im Jahr 1977 mit dem Preis für vorbildliches Bauen in Rheinland-Pfalz ausgezeichnet.

## Sender Teufelskopf
- 1962 erbauter, 120 m hoher Mast des Senders Teufelskopf zur Verbreitung von Fernsehprogrammen auf dem Teufelskopf